# LNFA 2019
La LNFA 2019 es la vigesimoquinta temporada de la Liga Nacional de Fútbol Americano, la competición de fútbol americano más importante de España.
En la temporada 2019 la LNFA Serie A se redujo el número de equipos, pasando de 14 a 12 equipos, que en la fase regular se dividieron en tres grupos de cuatro.
La liga regular consta de 8 jornadas. Los equipos de cada grupo se enfrentarán entre ellos a doble vuelta, completando un total de seis partidos, y habrá dos jornadas intergrupos. Se elaborará una clasificación conjunta y los ocho mejores se clasificarán para disputar los “playoffs” por el título, que arrancarán con los cuartos de final el fin de semana del 27 y 28 de abril, finalizando el 25 de mayo con el Spanish Bowl en Murcia, 

## Grupo Nordeste

### Equipos participantes
| Club                | Localidad         | Estadio                             | Aforo |
| ------------------- | ----------------- | ----------------------------------- | ----- |
| Badalona Dracs      | Badalona          | Badalona Sud                        | 6.500 |
| Mallorca Voltors    | Palma de Mallorca | Polideportivo municipal de Son Moix | 3.800 |
| Valencia Firebats   | Valencia          | Municipal del Río Delturia          | 1.000 |
| Zaragoza Hurricanes | Zaragoza          | CDM David Cañada                    | 850   |

### Clasificación
| Pos. | Equipo                | PJ | G | P | GF  | GC  | DG   | Pts |
| ---- | --------------------- | -- | - | - | --- | --- | ---- | --- |
| 1    | Coslada Camioneros    | 8  | 7 | 1 | 238 | 66  | +172 | 15  |
| 2    | Rivas Osos            | 8  | 6 | 2 | 293 | 99  | +194 | 14  |
| 3    | Gijón Mariners        | 8  | 2 | 6 | 109 | 211 | −102 | 10  |
| 4    | Santiago Black Ravens | 8  | 0 | 8 | 16  | 349 | −333 | 8   |

 Fuente: FEFA
Criterios de clasificación: 1) Porcentaje de victorias; 2) Resultados de los enfrentamientos directos; 3) Puntos en contra por partido

## Grupo Noroeste

### Equipos participantes
| Club                  | Localidad              | Estadio                                | Aforo  |
| --------------------- | ---------------------- | -------------------------------------- | ------ |
| Rivas Osos            | Rivas-Vaciamadrid      | Polideportivo Cerro del Telégrafo      | 4.000  |
| Gijón Mariners        | Gijón                  | Complejo deportivo Las Mestas          | 10.000 |
| Santiago Black Ravens | Santiago de Compostela | Campo municipal de As Cancelas         | 3.000  |
| Coslada Camioneros    | Coslada                | Polideportivo municipal de Valleaguado | 3.100  |

### Clasificación
| Pos. | Equipo              | PJ | G | P | GF  | GC  | DG   | Pts |
| ---- | ------------------- | -- | - | - | --- | --- | ---- | --- |
| 1    | Badalona Dracs      | 8  | 8 | 0 | 418 | 66  | +352 | 16  |
| 2    | Valencia Firebats   | 8  | 4 | 4 | 127 | 183 | −56  | 12  |
| 3    | Mallorca Voltors    | 8  | 4 | 4 | 150 | 164 | −14  | 12  |
| 4    | Zaragoza Hurricanes | 8  | 2 | 6 | 79  | 236 | −157 | 10  |

 Fuente: FEFA
Criterios de clasificación: 1) Porcentaje de victorias; 2) Resultados de los enfrentamientos directos; 3) Puntos en contra por partido

## Grupo Sur

### Equipos participantes
| Club                   | Localidad           | Estadio                    | Aforo |
| ---------------------- | ------------------- | -------------------------- | ----- |
| Las Rozas Black Demons | Las Rozas de Madrid | Campo de Rugby El Cantizal | 700   |
| Murcia Cobras          | Murcia              | Estadio José Bernés        | 2.000 |
| Granada Lions          | Granada             | Polideportivo Maracena     | 2.000 |
| Fuengirola Potros      | Fuengirola          | Campo municipal de Suel    |       |

### Clasificación
| Pos. | Equipo                 | PJ | G | P | GF  | GC  | DG   | Pts |
| ---- | ---------------------- | -- | - | - | --- | --- | ---- | --- |
| 1    | Las Rozas Black Demons | 8  | 7 | 1 | 385 | 79  | +306 | 15  |
| 2    | Murcia Cobras          | 8  | 6 | 2 | 261 | 138 | +123 | 14  |
| 3    | Fuengirola Potros      | 8  | 2 | 6 | 119 | 265 | −146 | 10  |
| 4    | Granada Lions          | 8  | 0 | 8 | 0   | 339 | −339 | 8   |

 Fuente: FEFA
Criterios de clasificación: 1) Porcentaje de victorias; 2) Resultados de los enfrentamientos directos; 3) Puntos en contra por partido

### Tabla completa
| Pos. | Grp | Equipo                 | PJ | G | P | GF  | GC  | DG   | Pts | Clasificación o descenso |
| ---- | --- | ---------------------- | -- | - | - | --- | --- | ---- | --- | ------------------------ |
| 1    | NE  | Badalona Dracs         | 8  | 8 | 0 | 418 | 66  | +352 | 16  | Avanza a los playoffs    |
| 2    | NO  | Coslada Camioneros     | 8  | 7 | 1 | 238 | 66  | +172 | 15  | Avanza a los playoffs    |
| 3    | S   | Las Rozas Black Demons | 8  | 7 | 1 | 385 | 79  | +306 | 15  | Avanza a los playoffs    |
| 4    | NO  | Rivas Osos             | 8  | 6 | 2 | 293 | 99  | +194 | 14  | Avanza a los playoffs    |
| 5    | S   | Murcia Cobras          | 8  | 6 | 2 | 261 | 138 | +123 | 14  | Avanza a los playoffs    |
| 6    | NE  | Valencia Firebats      | 8  | 4 | 4 | 127 | 183 | −56  | 12  | Avanza a los playoffs    |
| 7    | NE  | Mallorca Voltors       | 8  | 4 | 4 | 150 | 164 | −14  | 12  | Avanza a los playoffs    |
| 8    | NE  | Zaragoza Hurricanes    | 8  | 2 | 6 | 79  | 236 | −157 | 10  | Avanza a los playoffs    |
| 9    | NO  | Gijón Mariners         | 8  | 2 | 6 | 109 | 211 | −102 | 10  |                          |
| 10   | S   | Fuengirola Potros      | 8  | 2 | 6 | 119 | 265 | −146 | 10  |                          |
| 11   | S   | Granada Lions          | 8  | 0 | 8 | 0   | 339 | −339 | 8   |                          |
| 12   | NO  | Santiago Black Ravens  | 8  | 0 | 8 | 16  | 349 | −333 | 8   | Descenso                 |

 Fuente: FEFA
Criterios de clasificación: 1) Porcentaje de victorias; 2) Resultados de los enfrentamientos directos; 3) Puntos en contra por partido

### Resultados
| Local \ Visitante      | BAD   | COS  | FUE   | GIJ   | GRA  | ROZ   | MLL   | MUR   | RIV   | SAN  | VAL  | ZAR  |
| ---------------------- | ----- | ---- | ----- | ----- | ---- | ----- | ----- | ----- | ----- | ---- | ---- | ---- |
| Badalona Dracs         | —     | —    | —     | —     | —    | —     | 54–6  | 49–26 | —     | —    | 58–8 | 54–0 |
| Coslada Camioneros     | —     | —    | 46–18 | 28–0  | —    | —     | —     | —     | 21–14 | 47–0 | —    | —    |
| Fuengirola Potros      | —     | —    | —     | —     | 52–0 | 8–64  | 0–41  | 8–26  | —     | —    | —    | —    |
| Gijón Mariners         | —     | 0–36 | —     | —     | —    | —     | —     | —     | 6–43  | 48–8 | —    | 9–12 |
| Granada Lions          | —     | —    | 0–13  | —     | —    | 0–58  | —     | 0–48  | 0–61  | —    | —    | —    |
| Las Rozas Black Demons | —     | —    | 47–20 | 24–6  | 49–0 | —     | —     | 41–6  | —     | —    | —    | —    |
| Mallorca Voltors       | 7–48  | —    | —     | —     | 18–0 | —     | —     | —     | —     | —    | 6–33 | 14–7 |
| Murcia Cobras          | —     | —    | 41–0  | —     | 40–0 | 39–34 | —     | —     | —     | —    | 35–6 | —    |
| Rivas Osos             | 7–49  | 34–0 | —     | 54–21 | —    | —     | —     | —     | —     | 46–0 | —    | —    |
| Santiago Black Ravens  | —     | 0–42 | —     | 6–19  | —    | 0–68  | —     | —     | 2–40  | —    | —    | —    |
| Valencia Firebats      | 12–46 | 0–18 | —     | —     | —    | —     | 14–13 | —     | —     | —    | —    | 27–7 |
| Zaragoza Hurricanes    | 0–60  | —    | —     | —     | —    | —     | 8–45  | —     | —     | 45–0 | 0–27 | —    |

## Playoffs
|  | Cuartos de final                  | Cuartos de final           |                          |    | Semifinales | Semifinales |  |  | LNFA Bowl | LNFA Bowl |
|  |                                   |                            |                          |    |             |             |  |  |           |           |
|  | 14 de abril – Badalona            |                            |                          |    |             |             |  |  |           |           |
|  |                                   |                            |                          |    |             |             |  |  |           |           |
|  | Badalona Dracs (1)                | 49                         |                          |    |             |             |  |  |           |           |
|  | Badalona Dracs (1)                | 49                         | 11/12 de mayo – Badalona |    |             |             |  |  |           |           |
|  | Zaragoza Hurricanes (8)           | 0                          |                          |    |             |             |  |  |           |           |
|  | Zaragoza Hurricanes (8)           | 0                          | Badalona Dracs (1)       | 40 |             |             |  |  |           |           |
|  | 27 de abril – Rivas Vaciamadrid   |                            | Badalona Dracs (1)       | 40 |             |             |  |  |           |           |
|  |                                   | Murcia Cobras (5)          | 20                       |    |             |             |  |  |           |           |
|  | Rivas Osos (4)                    | Murcia Cobras (5)          | 20                       | 41 |             |             |  |  |           |           |
|  | Rivas Osos (4)                    |                            | 25 de mayo – Murcia      | 41 |             |             |  |  |           |           |
|  | Murcia Cobras (5)                 | 61                         |                          |    |             |             |  |  |           |           |
|  | Murcia Cobras (5)                 | 61                         | Badalona Dracs (1)       | 47 |             |             |  |  |           |           |
|  | 28 de abril – Coslada             |                            | Badalona Dracs (1)       | 47 |             |             |  |  |           |           |
|  |                                   | Las Rozas Black Demons (3) | 6                        |    |             |             |  |  |           |           |
|  | Coslada Camioneros (2)            | Las Rozas Black Demons (3) | 6                        | 21 |             |             |  |  |           |           |
|  | Coslada Camioneros (2)            | 11/12 de mayo - Coslada    |                          | 21 |             |             |  |  |           |           |
|  | Mallorca Voltors (7)              | 13                         |                          |    |             |             |  |  |           |           |
|  | Mallorca Voltors (7)              | 13                         | Coslada Camioneros (2)   | 13 |             |             |  |  |           |           |
|  | 28 de abril – Las Rozas de Madrid |                            | Coslada Camioneros (2)   | 13 |             |             |  |  |           |           |
|  |                                   | Las Rozas Black Demons (3) | 33                       |    |             |             |  |  |           |           |
|  | Las Rozas Black Demons (3)        | Las Rozas Black Demons (3) | 33                       | 63 |             |             |  |  |           |           |
|  | Las Rozas Black Demons (3)        |                            |                          | 63 |             |             |  |  |           |           |
|  | Valencia Firebats (6)             | 40                         |                          |    |             |             |  |  |           |           |
|  | Valencia Firebats (6)             | 40                         |                          |    |             |             |  |  |           |           |